# Wuluwaid
Dans la mythologie aborigène, Wuluwaid est un dieu de la pluie. On le retrouve également sous le nom de Wuluwait. Wuluwaid est un dieu du nord de la terre d'Arnhem, connu pour son travail en collaboration avec Bunbulama pour faire tomber la pluie. Selon Charles Mountford et Ainslie Roberts, il est également le batelier qui conduit l'âme des morts à Purelko, le « paradis » aborigène.